# جی. پی. مک‌گوان
جی پ مک‌گوان (انگلیسی: J. P. McGowan؛ ۲۴ فوریهٔ ۱۸۸۰ – ۲۶ مارس ۱۹۵۲) یک هنرپیشه، و کارگردان اهل ایالات متحده آمریکا بود.
از فیلم‌ها یا برنامه‌های تلویزیونی که وی در آن نقش داشته است می‌توان به از آخور تا صلیب و تارزان و شیر زرین اشاره کرد.